# The Last Rebel
The Last Rebel sedmi je studijski album sastava Lynyrd Skynyrd.

## Popis pjesama
1. "Good Lovin's Hard to Find" – 3:55
2. "One Thing" – 5.13
3. "Can't Take That Away" – 4:19
4. "Best Things in Life" – 3:54
5. "The Last Rebel" – 6:47
6. "Outta Hell In My Dodge" – 3:47
7. "Kiss Your Freedom Goodbye" – 4:46
8. "South Of Heaven" – 5:15
9. "Love Don't Always Come Easy" – 4:34
10. "Born to Run" – 7:25

## Osoblje
Lynyrd Skynyrd
- Gary Rossington - gitara
- Ed King - gitara
- Johnny Van Zant - vokali
- Leon Wilkeson - bas-gitara
- Billy Powell - klavijature, klavir, Hammond orgulje
- Randall Hall - gitara
- Kurt Custer - bubnjevi, udaraljke
- Dale Krantz Rossington - prateći vokali